# جایزه انجمن بازیگران فیلم برای بازیگر نقش مکمل مرد برجسته
جایزه انجمن بازیگران فیلم برای بازیگر نقش مکمل مرد برجسته (به انگلیسی: Screen Actors Guild Award for Outstanding Performance by a Male Actor in a Supporting Role) جایزه‌ای است که برای تقدیر از عالی‌ترین دستاوردهای بازیگری در فیلم، توسط انجمن بازیگران فیلم اهدا می‌شود.

## برندگان و نامزدها

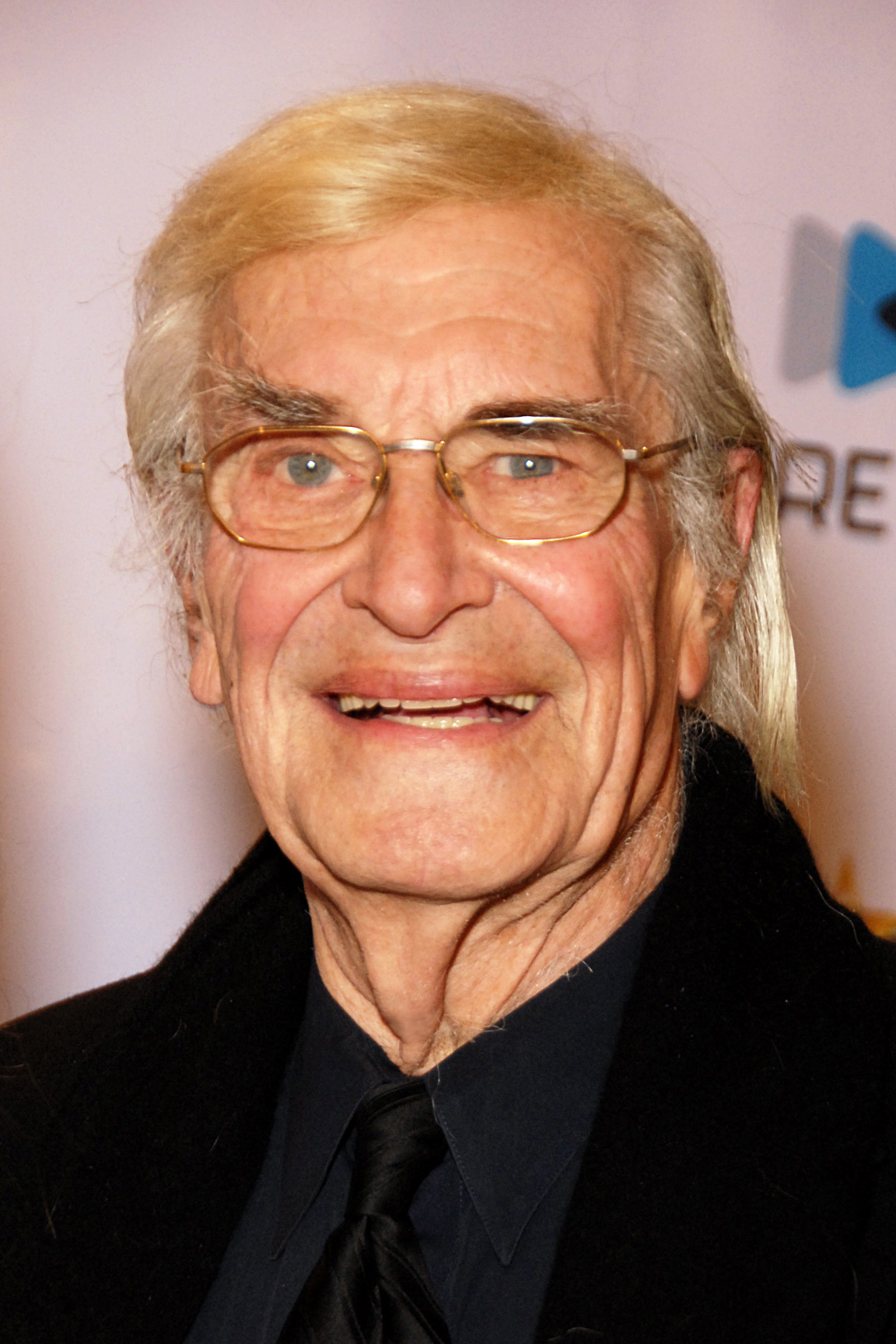
مارتین لاندو برای به‌تصویر کشیدن بلا لوگوسی در اد وود در سال ۱۹۹۴ برنده شد.

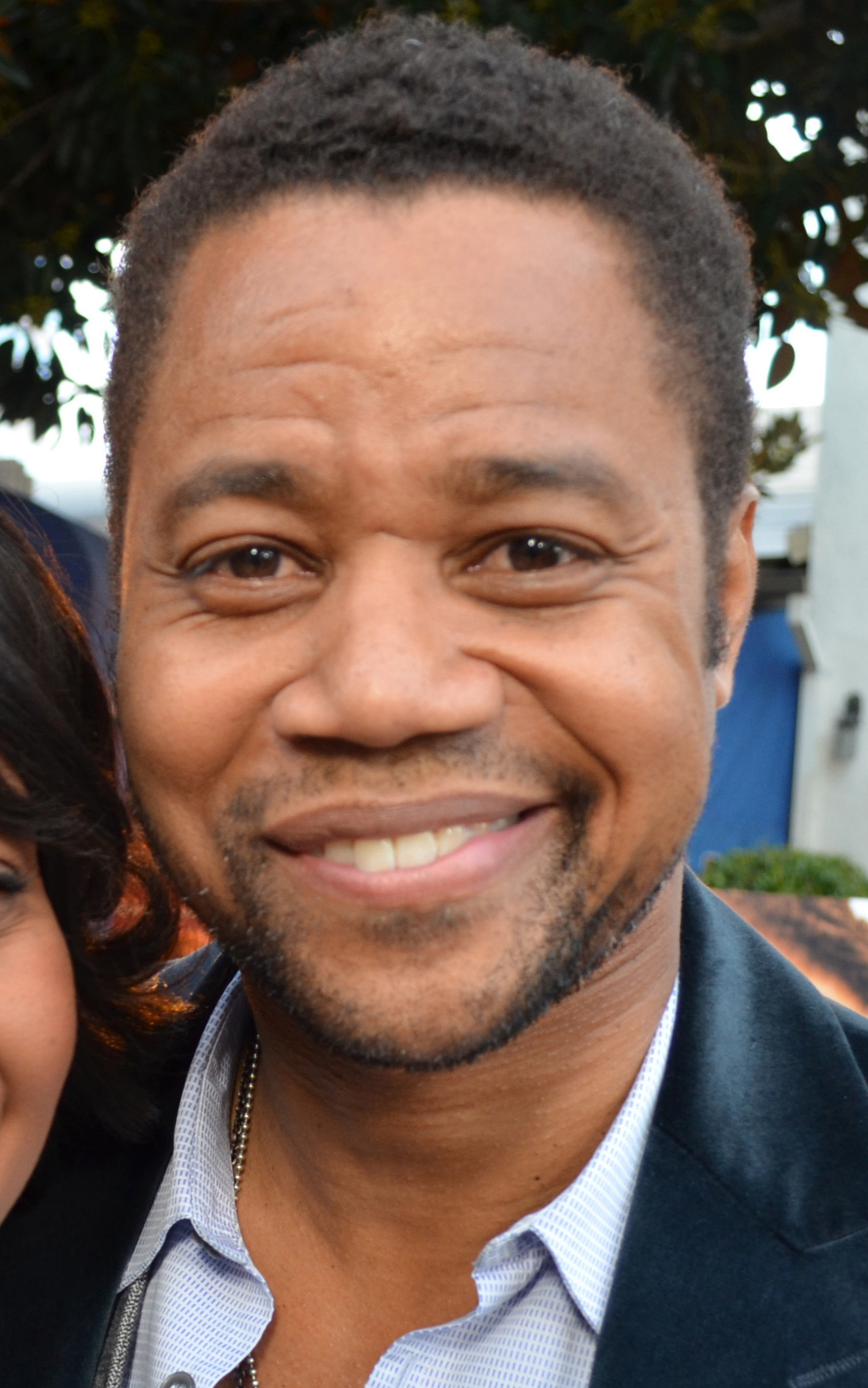
کوبا گودینگ جونیور به‌خاطر اجرایش در جری مگوایر در سال ۱۹۹۶ برنده شد.

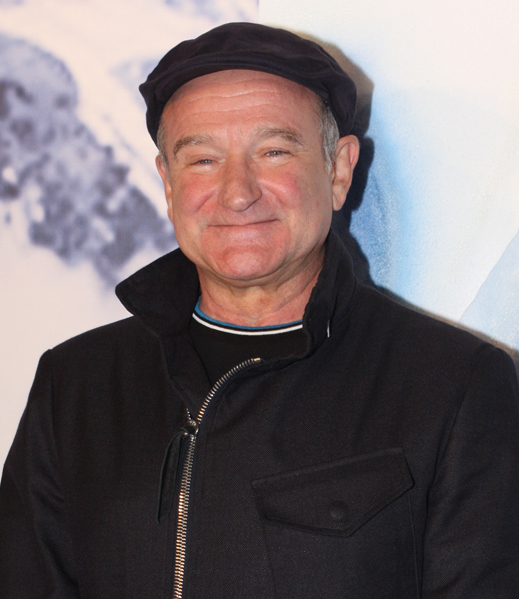
رابین ویلیامز به‌خاطر اجرایش در ویل هانتینگ خوب در سال ۱۹۹۷ برنده شد.

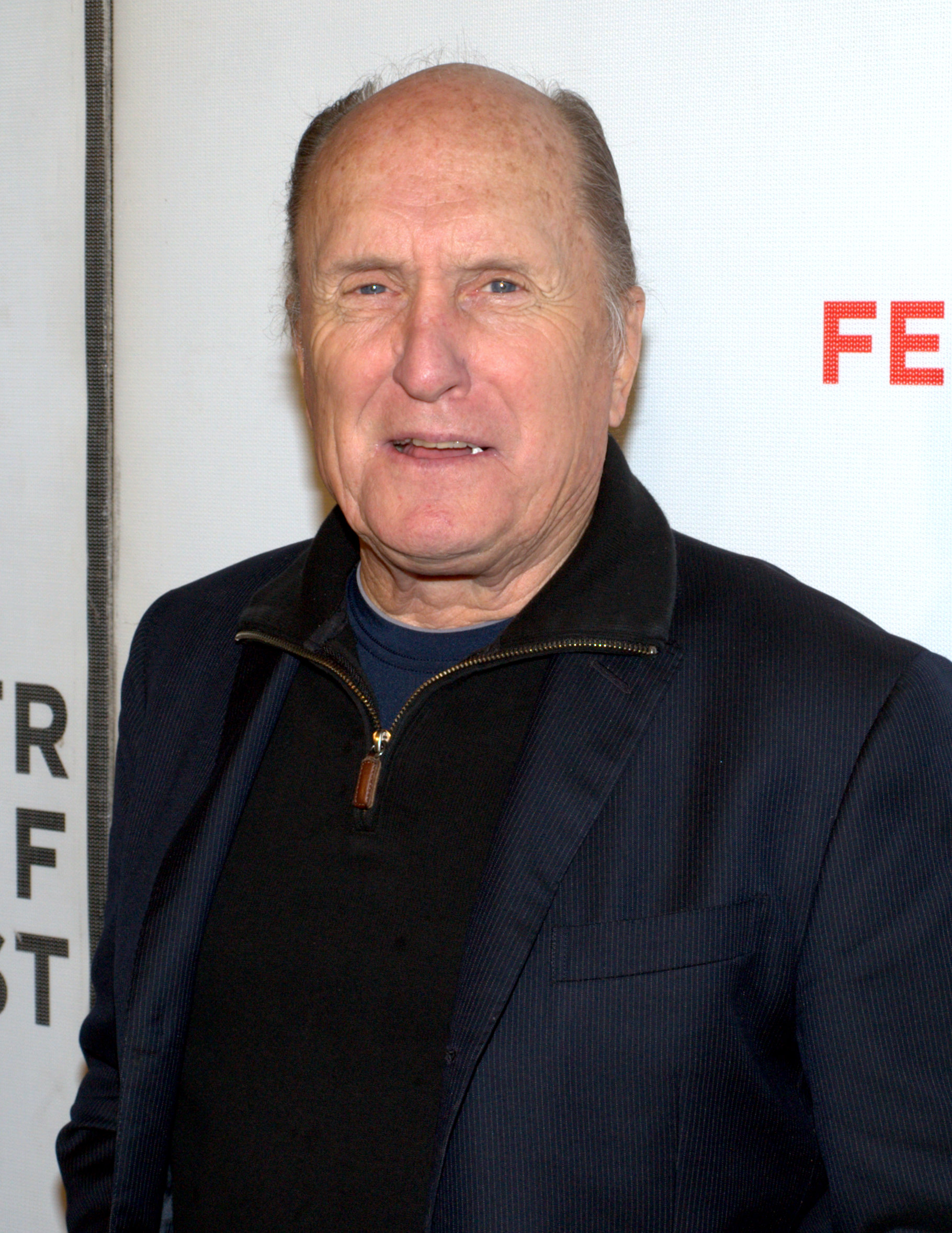
رابرت دووال به‌خاطر اجرایش در فعالیت مدنی در سال ۱۹۹۸ برنده شد.

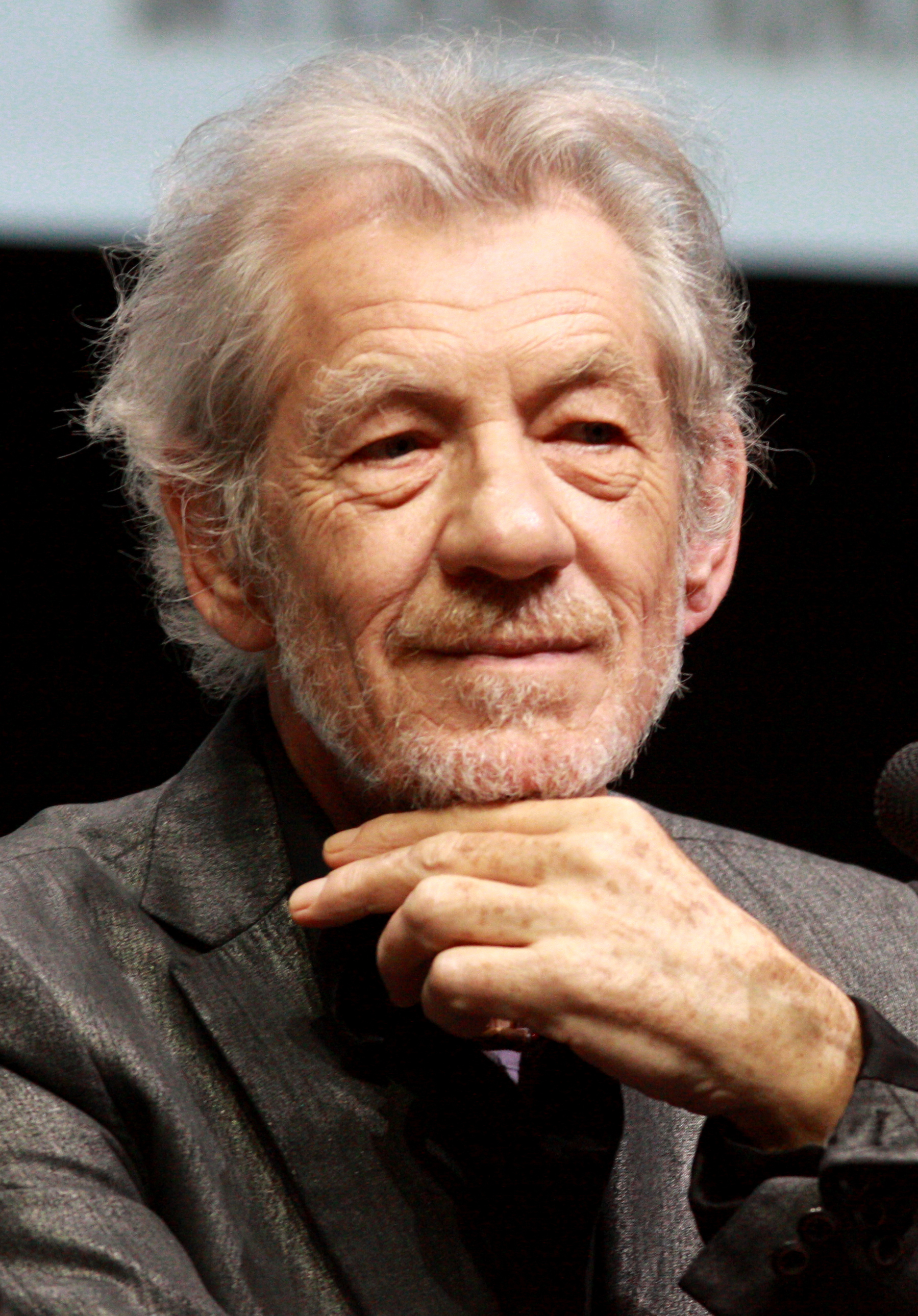
ایان مک‌کلن به‌خاطر اجرایش در نقش گندالف در ارباب حلقه‌ها: یاران حلقه در سال ۲۰۰۱ برنده شد.

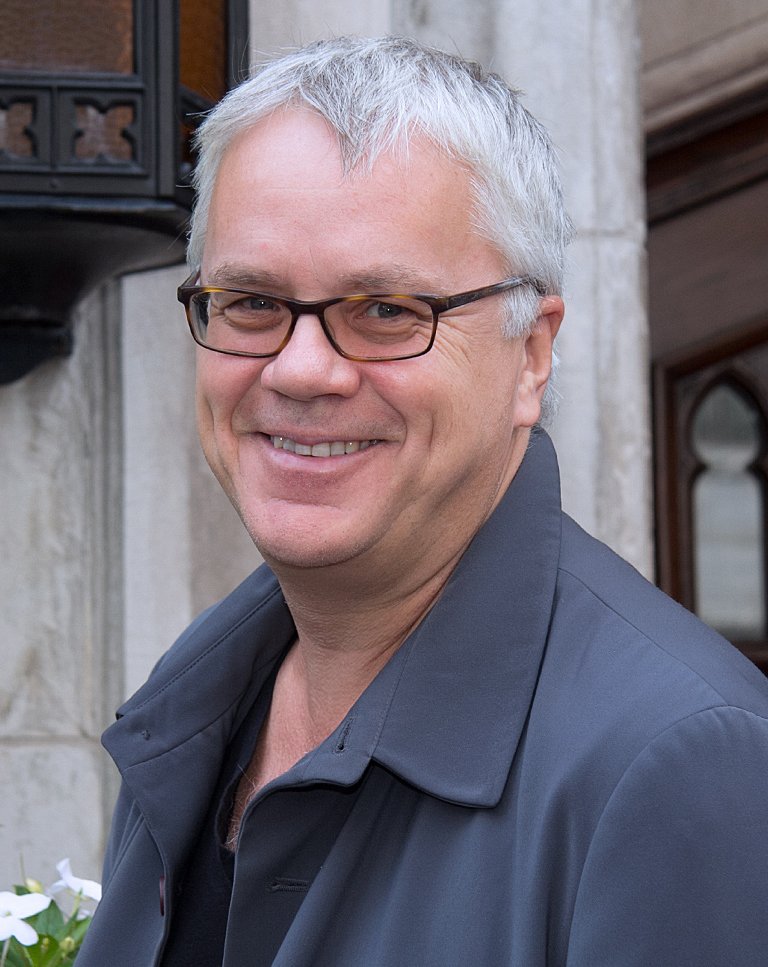
تیم رابینز به‌خاطر اجرایش در رودخانه مرموز در سال ۲۰۰۳ برنده شد.

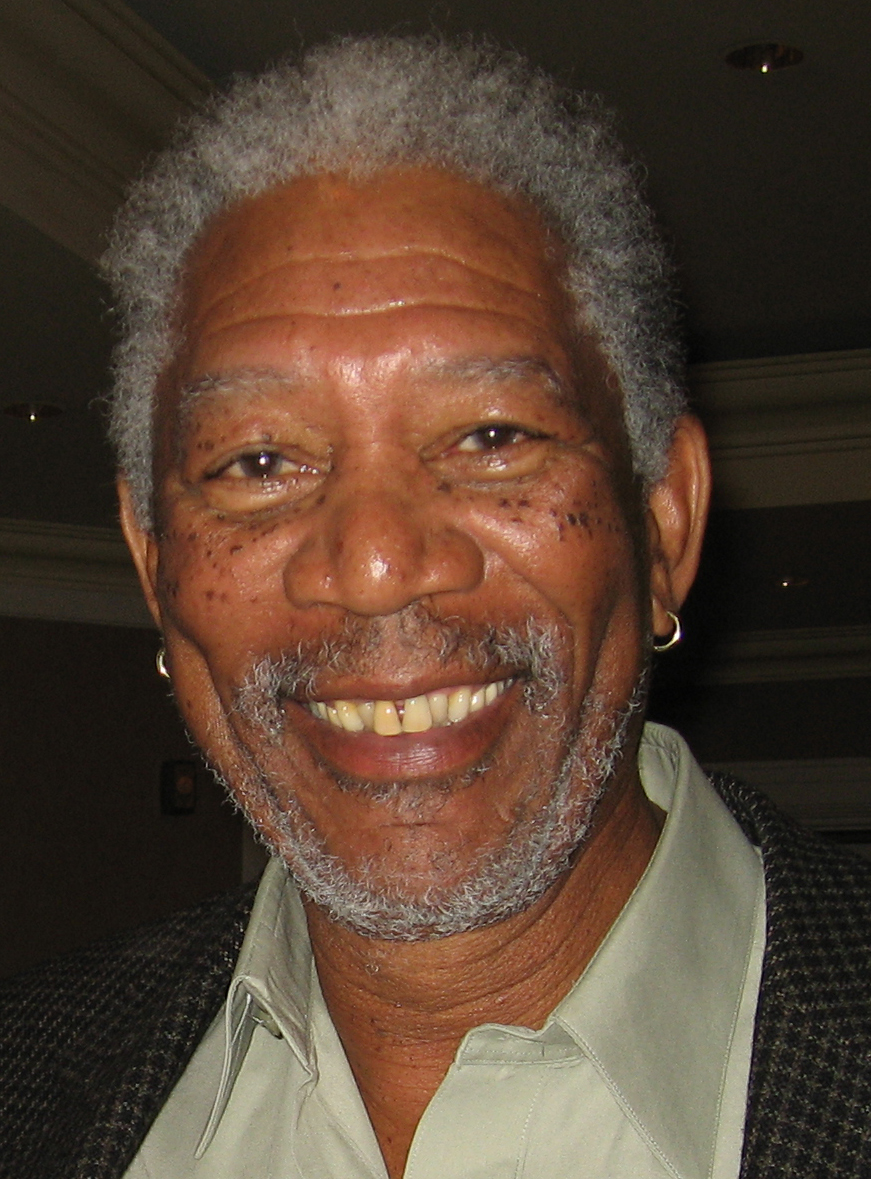
مورگان فریمن به‌خاطر اجرایش در محبوب میلیون دلاری در سال ۲۰۰۴ برنده شد.

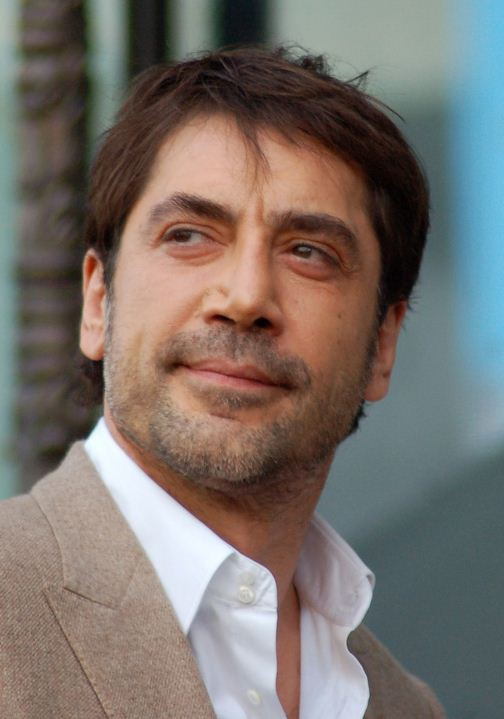
خاویر باردم به‌خاطر اجرایش در نقش آنتون چیگر در جایی برای پیرمردها نیست در سال ۲۰۰۷ برنده شد.

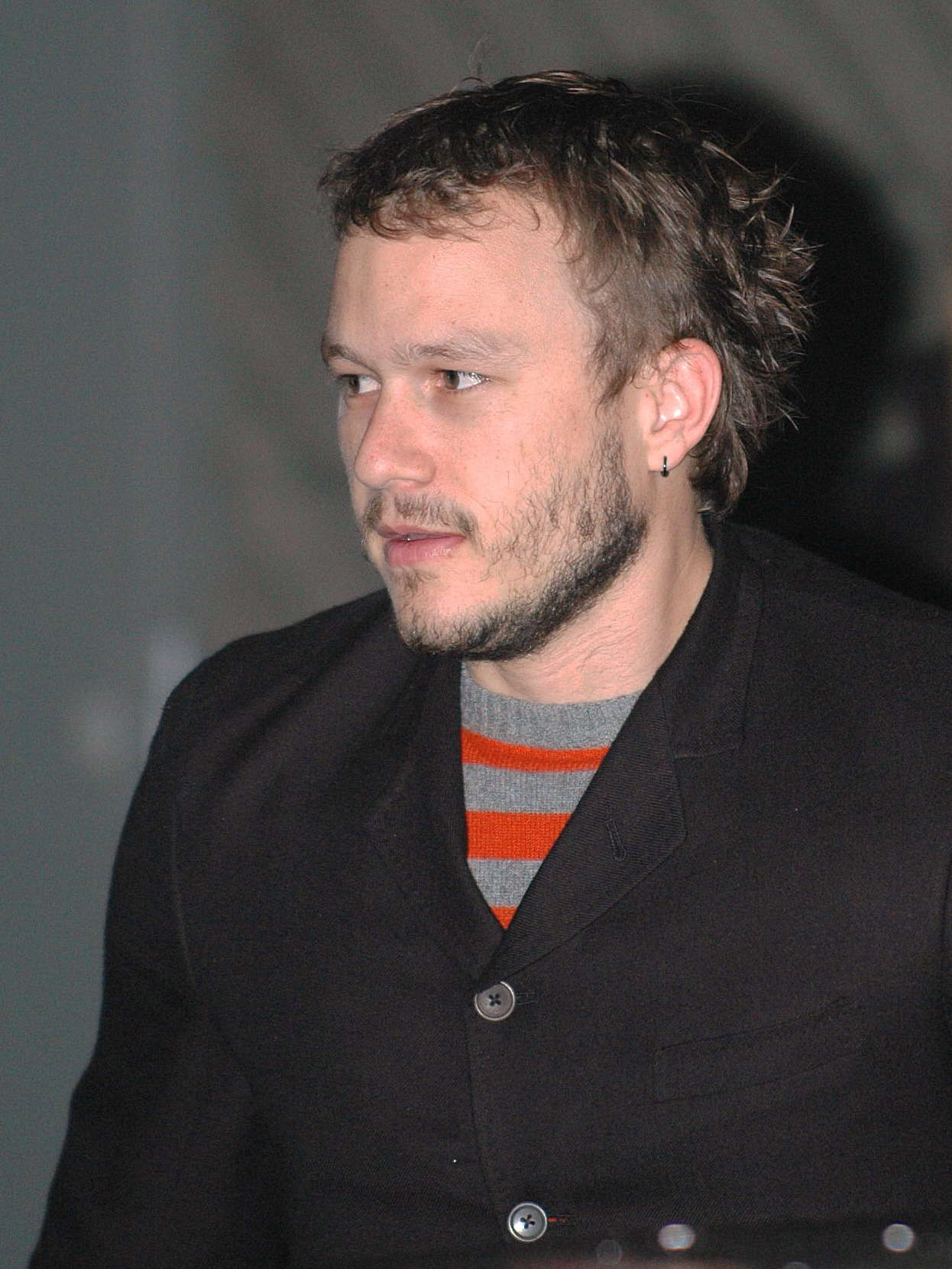
هیث لجر به‌خاطر اجرایش در نقش جوکر در شوالیه تاریکی در سال ۲۰۰۸ (پس از مرگش) برنده شد.

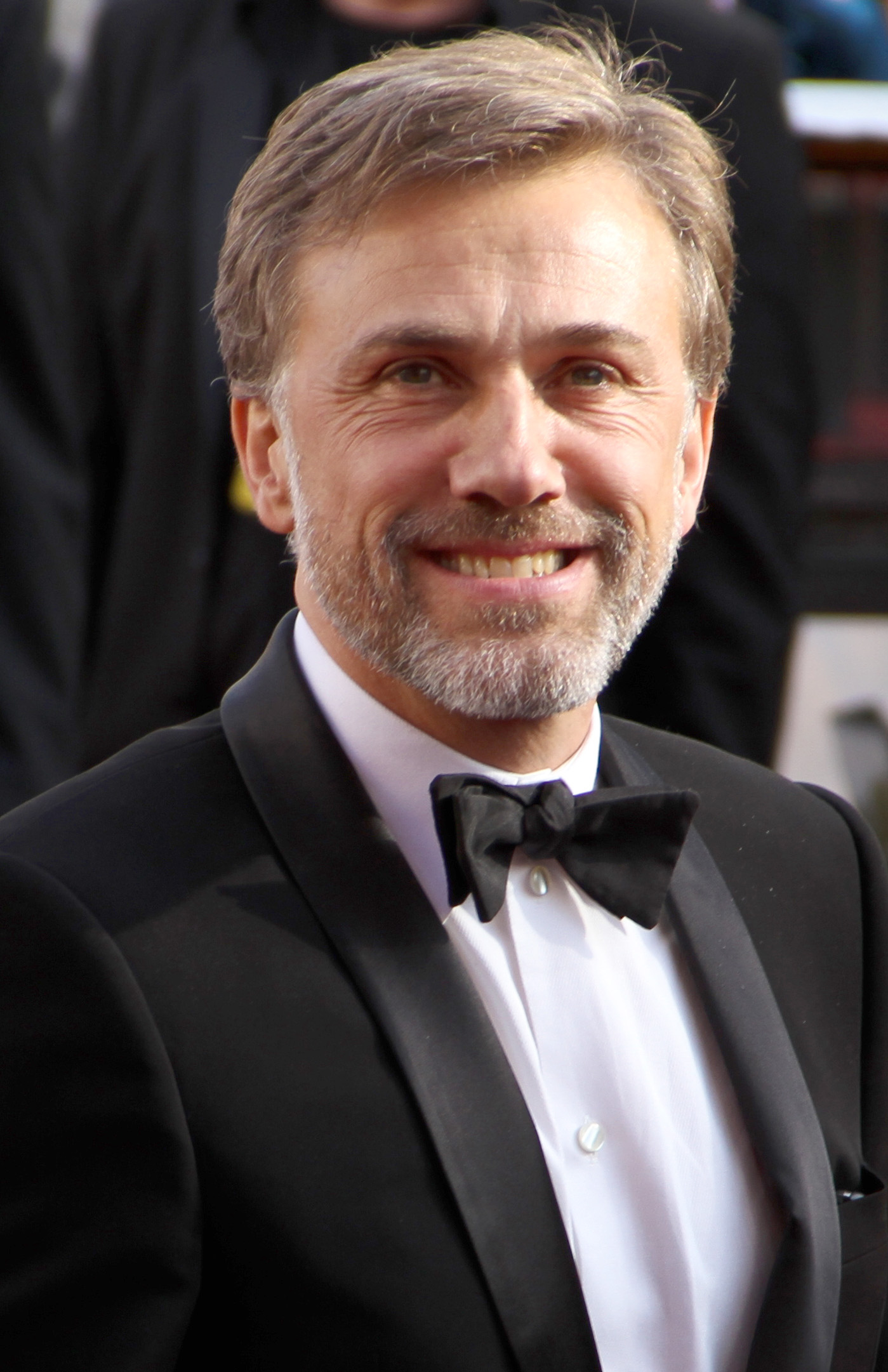
کریستف والتس به‌خاطر اجرایش در نقش هانس لاندا در حرامزاده‌های لعنتی در سال ۲۰۰۹ برنده شد.

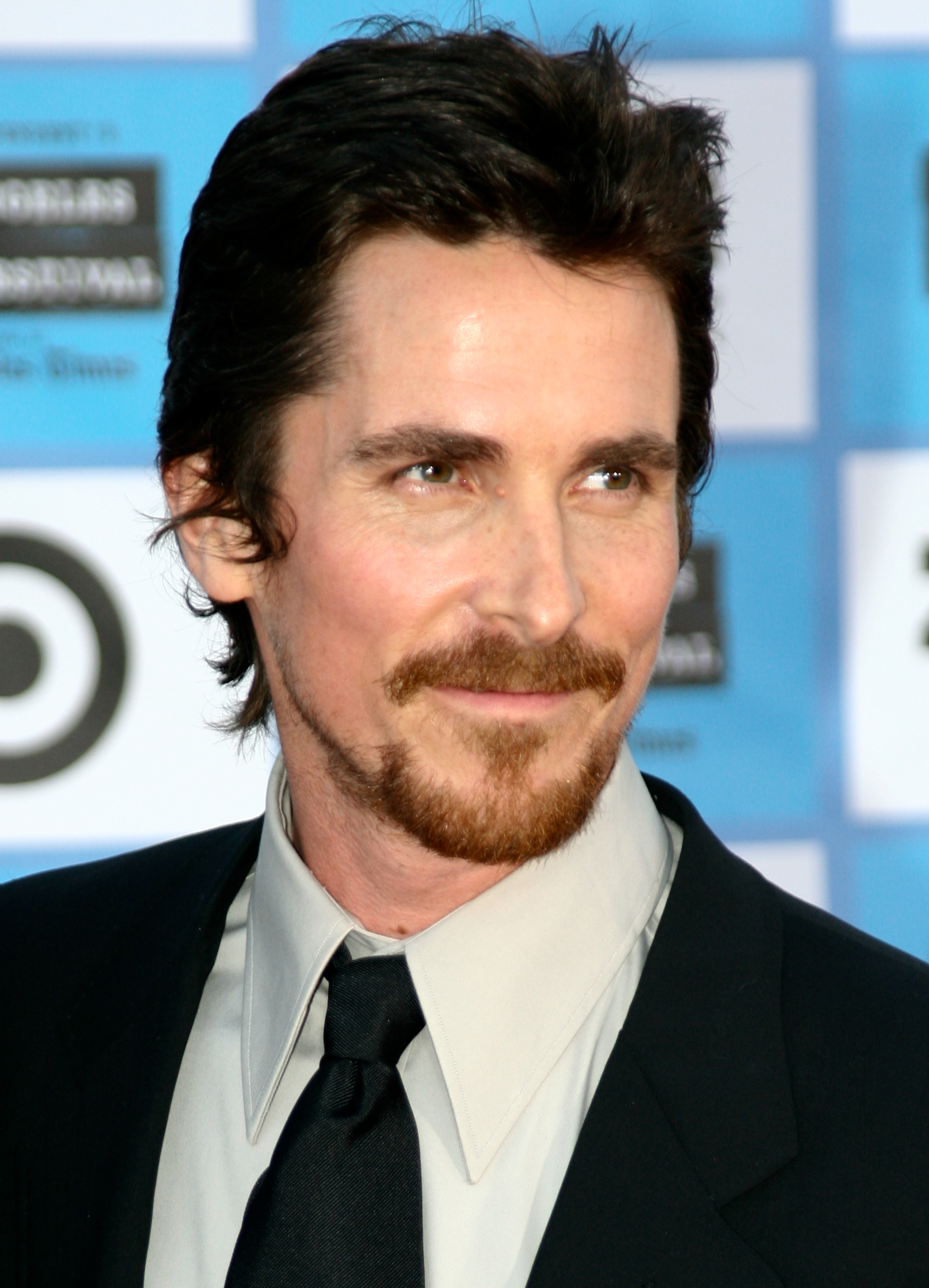
کریستین بیل برای به‌تصویر کشیدن دیکی اکلاند در مشت‌زن در سال ۲۰۱۰ برنده شد.

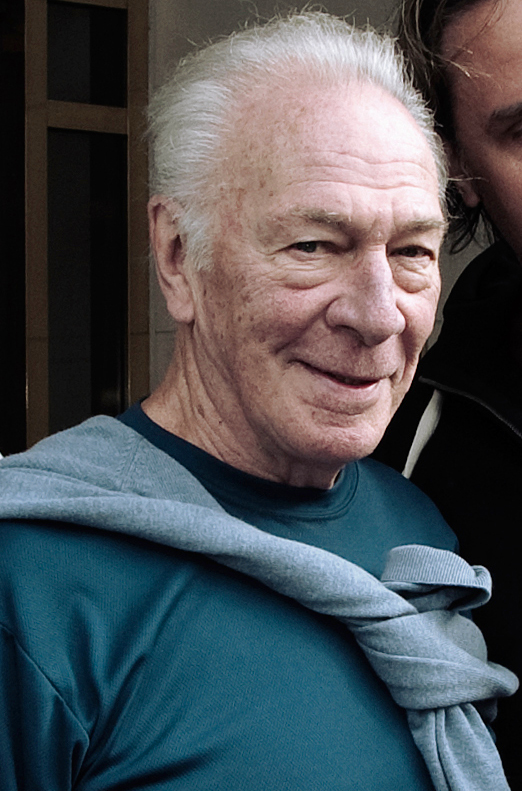
کریستوفر پلامر به‌خاطر اجرایش در تازه‌کارها در سال ۲۰۱۱ برنده شد.

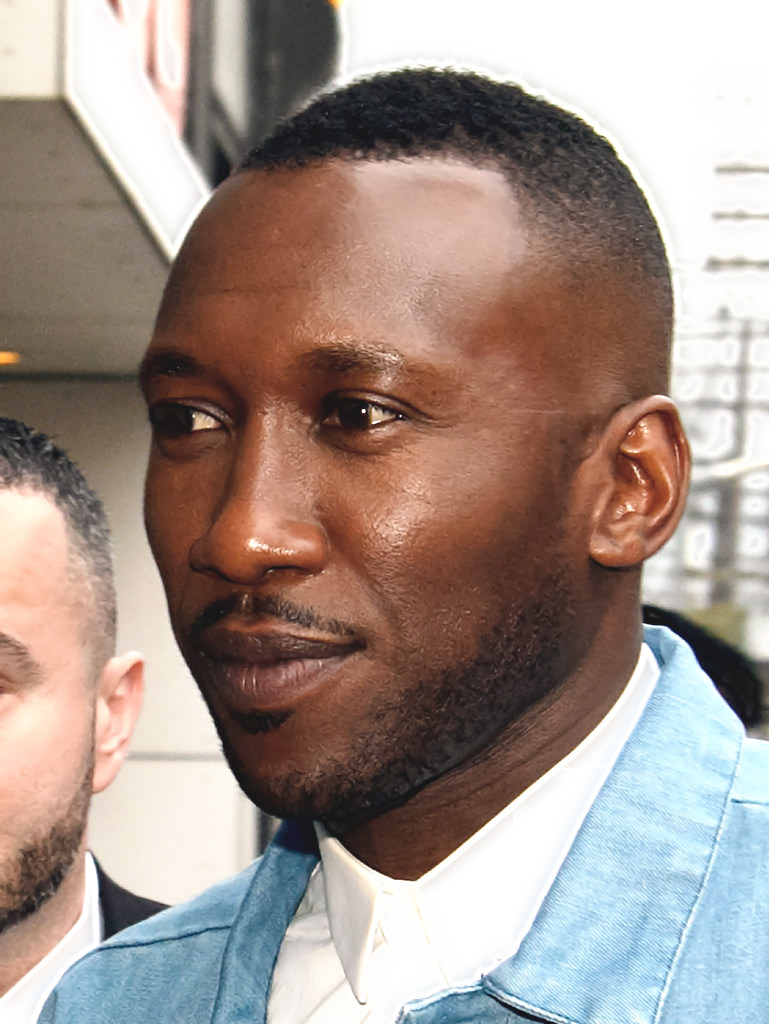
ماهرشالا علی دو بار به‌خاطر اجراهایش در مهتاب در سال ۲۰۱۶ و کتاب سبز در سال ۲۰۱۸ برنده شد.

شرح:

### دهه ۱۹۹۰
| سال          | نامزد              | فیلم                   | نقش                   |
| ------------ | ------------------ | ---------------------- | --------------------- |
| ۱۹۹۴ (اول)   | مارتین لاندو       | اد وود                 | بلا لوگوسی            |
| ۱۹۹۴ (اول)   | ساموئل ال. جکسون   | داستان عامه‌پسند        | جولز وینفیلد          |
| ۱۹۹۴ (اول)   | چاز پالمینتری      | گلوله‌ها بر فراز برادوی | چیچ                   |
| ۱۹۹۴ (اول)   | گری سینایس         | فارست گامپ             | ستوان دن تیلور        |
| ۱۹۹۴ (اول)   | جان تورتورو        | مسابقه تلویزیونی       | هرب استمپل            |
| ۱۹۹۵ (دوم)   | اد هریس            | آپولو ۱۳               | جین کرانس             |
| ۱۹۹۵ (دوم)   | کوین بیکن          | Murder in the First    | هنری یانگ             |
| ۱۹۹۵ (دوم)   | کنت برانا          | اتلو                   | ایاگو                 |
| ۱۹۹۵ (دوم)   | دان چیدل           | شیطان در لباس آبی      | ماوس الکساندر         |
| ۱۹۹۵ (دوم)   | کوین اسپیسی        | مظنونین همیشگی         | کایزر شوزه            |
| ۱۹۹۶ (سوم)   | کوبا گودینگ جونیور | جری مگوایر             | راد تیدول             |
| ۱۹۹۶ (سوم)   | هانک آزاریا        | قفس پرنده              | آگادور اسپارتاکوس     |
| ۱۹۹۶ (سوم)   | ناتان لین          | قفس پرنده              | آلبرت گلدمن           |
| ۱۹۹۶ (سوم)   | ویلیام اچ میسی     | فارگو                  | جری لاندِگارد          |
| ۱۹۹۶ (سوم)   | نوآ تیلور          | درخشش                  | دیوید هلفگات – نوجوان |
| ۱۹۹۷ (چهارم) | رابین ویلیامز      | ویل هانتینگ خوب        | شن مگوایر             |
| ۱۹۹۷ (چهارم) | بیلی کانلی         | خانم براون             | جان براون             |
| ۱۹۹۷ (چهارم) | آنتونی هاپکینز     | آمیستاد                | جان کویینسی آدامز     |
| ۱۹۹۷ (چهارم) | گرگ کینر           | بهتر از این نمی‌شه      | سایمون بیشاپ          |
| ۱۹۹۷ (چهارم) | برت رینولدز        | شب‌های عیاشی            | جک هرنر               |
| ۱۹۹۸ (پنجم)  | رابرت دووال        | فعالیت مدنی            | جروم فاکر             |
| ۱۹۹۸ (پنجم)  | جیمز کابرن         | رنج                    | گلن وایت‌هاوس          |
| ۱۹۹۸ (پنجم)  | دیوید کلی          | Waking Ned Devine      | مایکل اُسالیوان        |
| ۱۹۹۸ (پنجم)  | جفری راش           | شکسپیر عاشق            | فیلیپ هنسلو           |
| ۱۹۹۸ (پنجم)  | بیلی باب تورنتون   | یک نقشه ساده           | جاکوب میچل            |
| ۱۹۹۹ (ششم)   | مایکل کین          | قوانین خانه سایدر      | دکتر ویلبور لارچ      |
| ۱۹۹۹ (ششم)   | کریس کوپر          | زیبایی آمریکایی        | سرهنگ فرانک فیتس      |
| ۱۹۹۹ (ششم)   | تام کروز           | مگنولیا                | فرانک تی. جِی. مکی     |
| ۱۹۹۹ (ششم)   | مایکل کلارک دانکن  | مسیر سبز               | جان کافی              |
| ۱۹۹۹ (ششم)   | هالی جوئل آزمنت    | حس ششم                 | کول سیِر               |

### دهه ۲۰۰۰
| سال         | نامزد               | فیلم                               | نقش                           |
| ----------- | ------------------- | ---------------------------------- | ----------------------------- |
| ۲۰۰۰ (هفتم) | آلبرت فینی          | ارین براکویچ                       | ادوارد ال. مَسری               |
| ۲۰۰۰ (هفتم) | جف بریجز            | رقیب                               | رئیس‌جمهور جکسون ایوانز        |
| ۲۰۰۰ (هفتم) | ویلم دفو            | سایه خون‌آشام                       | ماکس شرک                      |
| ۲۰۰۰ (هفتم) | گری اولدمن          | رقیب                               | شلی رانیون                    |
| ۲۰۰۰ (هفتم) | واکین فینیکس        | گلادیاتور                          | کومودوس                       |
| ۲۰۰۱ (هشتم) | ایان مک‌کلن          | ارباب حلقه‌ها: یاران حلقه           | گندالف                        |
| ۲۰۰۱ (هشتم) | جیم برودبنت         | آیریس                              | جان بِیلی                      |
| ۲۰۰۱ (هشتم) | هایدن کریستنسن      | زندگی به عنوان یک خانه             | سم مونرو                      |
| ۲۰۰۱ (هشتم) | ایثن هاک            | روز تعلیم                          | جِیک هویت                      |
| ۲۰۰۱ (هشتم) | بن کینگزلی          | جانور سکسی                         | دُن لوگان                      |
| ۲۰۰۲ (نهم)  | کریستوفر واکن       | اگه می‌تونی منو بگیر                | فرانک ابِگنِیل سنیور            |
| ۲۰۰۲ (نهم)  | کریس کوپر           | اقتباس                             | جان لاروش                     |
| ۲۰۰۲ (نهم)  | اد هریس             | ساعت‌ها                             | ریچارد براون                  |
| ۲۰۰۲ (نهم)  | آلفرد مولینا        | فریدا                              | دیه‌گو ریورا                   |
| ۲۰۰۲ (نهم)  | دنیس کواید          | دور از بهشت                        | فرانک ویتاکر                  |
| ۲۰۰۳ دهم    | تیم رابینز          | رودخانه مرموز                      | دِیو بویل                      |
| ۲۰۰۳ دهم    | الک بالدوین         | خنک‌کننده                           | شلی کاپلو                     |
| ۲۰۰۳ دهم    | کریس کوپر           | سیبیسکوت                           | تام اسمیت                     |
| ۲۰۰۳ دهم    | بنیسیو دل تورو      | ۲۱ گرم                             | جک جوردن                      |
| ۲۰۰۳ دهم    | کن واتانابه         | آخرین سامورایی                     | لرد موریتسوگو کاتسوموتو       |
| ۲۰۰۴ (۱۱م)  | مورگان فریمن        | محبوب میلیون دلاری                 | ادی «اسکرپ-آیرون» دوپریس      |
| ۲۰۰۴ (۱۱م)  | توماس هیدن چرچ      | راه‌های فرعی                        | جک کول                        |
| ۲۰۰۴ (۱۱م)  | جیمی فاکس           | وثیقه                              | ماکسین گرِی                    |
| ۲۰۰۴ (۱۱م)  | جیمز گارنر          | دفترچه خاطرات                      | نوآ کالهون پیر                |
| ۲۰۰۴ (۱۱م)  | فردی هایمور         | در جستجوی ناکجاآباد                | پیتر کلِولین دیویس             |
| ۲۰۰۵ (۱۲م)  | پل جیاماتی          | مرد سیندرلایی                      | جو گولد                       |
| ۲۰۰۵ (۱۲م)  | دان چیدل            | تصادف                              | کارآگاه گراهام واترز          |
| ۲۰۰۵ (۱۲م)  | جرج کلونی           | سیریانا                            | باب بارنس                     |
| ۲۰۰۵ (۱۲م)  | مت دیلون            | تصادف                              | گروهبان جان رایان             |
| ۲۰۰۵ (۱۲م)  | جیک جیلنهال         | کوهستان بروکبک                     | جک توئیست                     |
| ۲۰۰۶ (۱۳م)  | ادی مورفی           | دختران رؤیایی                      | جیمز «ثاندر» ارلی             |
| ۲۰۰۶ (۱۳م)  | آلن آرکین           | میس سان‌شاین کوچولو                 | ادوین هووِر                    |
| ۲۰۰۶ (۱۳م)  | لئوناردو دی‌کاپریو   | رفتگان                             | ویلیام «بیلی» کاستیگان جونیور |
| ۲۰۰۶ (۱۳م)  | جکی ارل هیلی        | بچه‌های کوچک                        | رونالد «رانی» مک‌گوروی         |
| ۲۰۰۶ (۱۳م)  | جایمن هانسو         | الماس خونین                        | سالومون وندی                  |
| ۲۰۰۷ (۱۴م)  | خاویر باردم         | جایی برای پیرمردها نیست            | آنتون چیگر                    |
| ۲۰۰۷ (۱۴م)  | کیسی افلک           | قتل جسی جیمز به‌دست رابرت فورد بزدل | رابرت فورد                    |
| ۲۰۰۷ (۱۴م)  | هال هالبروک         | به‌سوی طبیعت وحشی                   | ران فرانس                     |
| ۲۰۰۷ (۱۴م)  | تامی لی جونز        | جایی برای پیرمردها نیست            | اد تام بل                     |
| ۲۰۰۷ (۱۴م)  | تام ویلکینسون       | مایکل کلیتون                       | آرتور ایدنس                   |
| ۲۰۰۸ (۱۵م)  | هیث لجر (پس از مرگ) | شوالیه تاریکی                      | جوکر                          |
| ۲۰۰۸ (۱۵م)  | جاش برولین          | میلک                               | دن وایت                       |
| ۲۰۰۸ (۱۵م)  | رابرت داونی جونیور  | تندر استوایی                       | کرک لازاروس                   |
| ۲۰۰۸ (۱۵م)  | فیلیپ سیمور هافمن   | تردید                              | پدر برندان فلاین              |
| ۲۰۰۸ (۱۵م)  | دو پتل              | میلیونر زاغه‌نشین                   | جمال ملک                      |
| ۲۰۰۹ (۱۶م)  | کریستف والتس        | حرامزاده‌های لعنتی                  | هانس لاندا                    |
| ۲۰۰۹ (۱۶م)  | مت دیمون            | شکست‌ناپذیر                         | فرانسوا پیِنار                 |
| ۲۰۰۹ (۱۶م)  | وودی هرلسون         | پیام‌آور                            | کاپیتان تونی استون            |
| ۲۰۰۹ (۱۶م)  | کریستوفر پلامر      | آخرین ایستگاه                      | لئو تولستوی                   |
| ۲۰۰۹ (۱۶م)  | استنلی توچی         | استخوان‌های دوست‌داشتنی              | جرج هاروی                     |

### دهه ۲۰۱۰
| سال        | نامزد                       | فیلم                             | نقش                          |
| ---------- | --------------------------- | -------------------------------- | ---------------------------- |
| ۲۰۱۰ (۱۷م) | کریستین بیل                 | مشت‌زن                            | دیکی اکلاند                  |
| ۲۰۱۰ (۱۷م) | جان هاکس                    | زمستان استخوان‌سوز                | تیِردراپ دالی                 |
| ۲۰۱۰ (۱۷م) | جرمی رنر                    | شهر                              | جیمز «جِم» کابلین             |
| ۲۰۱۰ (۱۷م) | مارک رافلو                  | بچه‌ها حالشان خوب است             | پاول هاتفیلد                 |
| ۲۰۱۰ (۱۷م) | جفری راش                    | سخنرانی پادشاه                   | لیونل لوگ                    |
| ۲۰۱۱ (۱۸م) | کریستوفر پلامر              | تازه‌کارها                        | هال فیلدز                    |
| ۲۰۱۱ (۱۸م) | کنت برانا                   | هفته‌ای که با مریلین گذراندم      | لارنس الیویه                 |
| ۲۰۱۱ (۱۸م) | آرمی همر                    | جی. ادگار                        | کلاید تولسون                 |
| ۲۰۱۱ (۱۸م) | جونا هیل                    | مانیبال                          | پیتر برند                    |
| ۲۰۱۱ (۱۸م) | نیک نولتی                   | مبارز                            | پدی کانلون                   |
| ۲۰۱۲ (۱۹م) | تامی لی جونز                | لینکلن                           | تادئوس استیونس               |
| ۲۰۱۲ (۱۹م) | آلن آرکین                   | آرگو                             | لستر سیگل                    |
| ۲۰۱۲ (۱۹م) | خاویر باردم                 | اسکای‌فال                         | رائول سیلوا                  |
| ۲۰۱۲ (۱۹م) | رابرت دنیرو                 | دفترچه امیدبخش                   | پاتریسیو «پَت» سولیتانو سنیور |
| ۲۰۱۲ (۱۹م) | فیلیپ سیمور هافمن           | استاد                            | لنکستر داد                   |
| ۲۰۱۳ (۲۰م) | جرد لتو                     | باشگاه خریداران دالاس            | رایون                        |
| ۲۰۱۳ (۲۰م) | برخد عبدی                   | کاپیتان فیلیپس                   | عبدُولی میوز                  |
| ۲۰۱۳ (۲۰م) | دانیل برول                  | شتاب                             | نیکی لائودا                  |
| ۲۰۱۳ (۲۰م) | مایکل فاسبندر               | ۱۲ سال بردگی                     | ادوین اپس                    |
| ۲۰۱۳ (۲۰م) | جیمز گاندولفینی (پس از مرگ) | بحث کافیه                        | آلبرت                        |
| ۲۰۱۴ (۲۱م) | جی. کی. سیمونز              | ویپلش                            | تِرنس فاچر                    |
| ۲۰۱۴ (۲۱م) | رابرت دووال                 | قاضی                             | قاضی جوزف پالمر              |
| ۲۰۱۴ (۲۱م) | ایثن هاک                    | پسرانگی                          | میسون ایوانز سنیور           |
| ۲۰۱۴ (۲۱م) | ادوارد نورتون               | بردمن                            | مایک شاینر                   |
| ۲۰۱۴ (۲۱م) | مارک رافلو                  | فاکس‌کچر                          | دیو شولتز                    |
| ۲۰۱۵ (۲۲م) | ادریس البا                  | جانوران بدون کشور                | فرمانده                      |
| ۲۰۱۵ (۲۲م) | کریستین بیل                 | رکود بزرگ                        | مایکل باری                   |
| ۲۰۱۵ (۲۲م) | مارک رایلنس                 | پل جاسوس‌ها                       | رودلف ایبل                   |
| ۲۰۱۵ (۲۲م) | مایکل شنون                  | ۹۹ خانه                          | ریک کارور                    |
| ۲۰۱۵ (۲۲م) | جیکوب ترمبلی                | اتاق                             | جک نیوسام                    |
| ۲۰۱۶ (۲۳م) | ماهرشالا علی                | مهتاب                            | خوآن                         |
| ۲۰۱۶ (۲۳م) | جف بریجز                    | اگر سنگ از آسمان ببارد           | مارکوس همیلتون               |
| ۲۰۱۶ (۲۳م) | هیو گرانت                   | فلورانس فاستر جنکینز             | سنت کلِر بِیفیلد               |
| ۲۰۱۶ (۲۳م) | لوکاس هجز                   | منچستر بای د سی                  | پاتریک چندلر                 |
| ۲۰۱۶ (۲۳م) | دو پتل                      | شیر                              | سارو بریِرلی                  |
| ۲۰۱۷ (۲۴م) | سم راکول                    | سه بیلبورد خارج از ابینگ، میزوری | جیسون دیکسون                 |
| ۲۰۱۷ (۲۴م) | استیو کرل                   | نبرد دو جنس                      | بابی ریگگس                   |
| ۲۰۱۷ (۲۴م) | ویلم دفو                    | پروژه فلوریدا                    | بابی هیکز                    |
| ۲۰۱۷ (۲۴م) | وودی هرلسون                 | سه بیلبورد خارج از ابینگ، میزوری | کلانتر ویلیام ویلوبی         |
| ۲۰۱۷ (۲۴م) | ریچارد جنکینز               | شکل آب                           | گیلز                         |
| ۲۰۱۸ (۲۵م) | ماهرشالا علی                | کتاب سبز                         | دان شرلی                     |
| ۲۰۱۸ (۲۵م) | تیموتی شالامی               | پسر زیبا                         | نیک شِف                       |
| ۲۰۱۸ (۲۵م) | آدام درایور                 | بلکککلنزمن                       | کارآگاه فیلیپ «فلیپ» زیمرمن  |
| ۲۰۱۸ (۲۵م) | سام الیوت                   | ستاره‌ای متولد شده‌است             | بابی مِین                     |
| ۲۰۱۸ (۲۵م) | ریچارد ئی. گرانت            | هرگز می‌توانی مرا ببخشی؟          | جک هاک                       |
| ۲۰۱۹ (۲۶م) | برد پیت                     | روزی روزگاری در هالیوود          | کلیف بوث                     |
| ۲۰۱۹ (۲۶م) | جیمی فاکس                   | فقط رحمت                         | والتر مک‌میلیان               |
| ۲۰۱۹ (۲۶م) | تام هنکس                    | روزی زیبا در محله                | فرد راجرز                    |
| ۲۰۱۹ (۲۶م) | آل پاچینو                   | مرد ایرلندی                      | جیمی هوفا                    |
| ۲۰۱۹ (۲۶م) | جو پشی                      | مرد ایرلندی                      | راسل بوفالینو                |

### دهه ۲۰۲۰
| سال                      | نامزد             | فیلم             | نقش |
| ------------------------ | ----------------- | ---------------- | --- |
| ۲۰۲۰ (۲۷م)               |                   |                  |     |
| دنیل کالویا              | یهودا و مسیح سیاه | فرد همپتون       |     |
| ساشا بارون کوهن          | دادگاه شیکاگو هفت | ابی هافمن        |     |
| چادویک بوزمن (پس از مرگ) | ۵ هم‌خون           | نورمن ارل هالووی |     |
| جرد لتو                  | چیزهای کوچک       | آلبرت اسپارما    |     |
| لسلی اودم جونیور         | یک شب در میامی    | سم کوک           |     |

## ترین‌ها
| ترین‌ها                                     | بازیگر نقش اول                         | بازیگر نقش اول | بازیگر نقش مکمل                                                                                | بازیگر نقش مکمل | مجموع                            | مجموع |
| ------------------------------------------ | -------------------------------------- | -------------- | ---------------------------------------------------------------------------------------------- | --------------- | -------------------------------- | ----- |
| بازیگر با بیشترین جایزه                    | دنیل دی-لوئیس                          | ۳              | ماهرشالا علی                                                                                   | ۲               | دنیل دی-لوئیس                    | ۳     |
| بازیگر با بیشترین نامزدشدن                 | لئوناردو دی‌کاپریو، دنزل واشینگتن       | ۵              | کریس کوپر                                                                                      | ۳               | لئوناردو دی‌کاپریو                | ۶     |
| بازیگر با بیشترین نامزدشدن بدون بردن جایزه | جرج کلونی، رایان گاسلینگ، ویگو مورتنسن | ۳              | کریس کوپر                                                                                      | ۳               | جرج کلونی                        | ۴     |
| فیلم با بیشترین نامزد شدن                  | رستگاری در شاوشنک                      | ۲              | قفس پرنده، رقیب، تصادف، مرد ایرلندی، جایی برای پیرمردها نیست، سه بیلبورد خارج از ابینگ، میزوری | ۲               | چندین فیلم*                      | ۲     |
| پیرترین برنده                              | دنزل واشینگتن (حصارها، ۲۰۱۷)           | ۶۲             | کریستوفر پلامر (تازه‌کارها، ۲۰۱۲)                                                               | ۸۲              | کریستوفر پلامر (تازه‌کارها، ۲۰۱۲) | ۸۲    |
| پیرترین نامزد                              | آنتونی هاپکینز (پدر، ۲۰۲۱)             | ۸۳             | رابرت دووال (قاضی، ۲۰۱۵)                                                                       | ۸۳              | رابرت دووال (قاضی، ۲۰۱۵)         | ۸۳    |
| جوان‌ترین برنده                             | نیکلاس کیج (ترک لاس وگاس, ۱۹۹۶)        | ۳۲             | هیث لجر (شوالیه تاریکی، ۲۰۰۹)                                                                  | ۲۸              | هیث لجر (شوالیه تاریکی، ۲۰۰۹)    | ۲۸    |
| جوان‌ترین نامزد                             | جیمی بل (بیلی الیوت، ۲۰۰۱)             | ۱۴             | جیکوب ترمبلی (اتاق، ۲۰۱۶)                                                                      | ۹               | جیکوب ترمبلی (اتاق، ۲۰۱۶)        | ۹     |

* ۱۲ سال بردگی، رنج، بهتر از این نمی‌شه، قفس پرنده، بردمن، بلکککلنزمن، کاپیتان فیلیپس، رقیب، تصادف، باشگاه خریداران دالاس، فارست گامپ، فاکس‌کچر، ویل هانتینگ خوب، کتاب سبز، مرد ایرلندی، جری مگوایر، سخنرانی پادشاه، لینکلن، منچستر بای د سی، مانیبال، جایی برای پیرمردها نیست، روزی روزگاری در هالیوود، داستان عامه‌پسند، رستگاری در شاوشنک، دفترچه امیدبخش، ستاره‌ای متولد شده‌است، سه بیلبورد خارج از ابینگ، میزوری